# دينيزا شلادكوفا
دينيزا شلادكوفا (بالتشيكية: Denisa Chládková)‏ مواليد 8 فبراير 1979 في براغ، هي لاعبة كرة مضرب تشيكية سابقة بدأت مسيرتها كمحترفة سنة 1997 وكانت تلعب باليد اليمنى، اعتزلت اللعب في 2006.

## النهائيات

### الفردي: 3 (0–3)
| الحصيلة | الرقم | التاريخ        | الدورة  | الأرضية | المنافس             | النتيجة            |
| ------- | ----- | -------------- | ------- | ------- | ------------------- | ------------------ |
| الوصافة | 1.    | 8 أغسطس 1999   | بلجيكا  | ترابية  | ماريا سانشيز لورنزو | 7–6, 4–6, 2–6      |
| الوصافة | 2.    | 20 فبراير 2000 | ألمانيا | صلبة    | سيرينا ويليامز      | 1–6, 1–6           |
| الوصافة | 3.    | 11 أغسطس 2002  | فنلندا  | ترابية  | سفتلانا كوزنتسوفا   | 6–0, 3–6, 6–7(2–7) |

## روابط خارجية
- دينيزا شلادكوفا على موقع رابطة محترفات التنس (الإنجليزية)
- دينيزا شلادكوفا على موقع الاتحاد الدولي لكرة المضرب (الإنجليزية)
- دينيزا شلادكوفا على موقع كأس بيلي جين كينغ (الإنجليزية)
- دينيزا شلادكوفا على موقع خلاصة التنس.كوم (الإنجليزية)